# Иштван Батори
Иштван IV Батори (венг. István Báthory; 1477—1534) — воевода Трансильвании (1529—1530). Сын Миклоша IV Батори из Шомьё (Somlyo) и Софии Урсулы Банффи из Лошонца (Bánffy de Losoncz).
Происходил из влиятельного благородного трансильванского рода Батори.
После поражения венгров от турок в сражении при Мохаче в 1526 году, в котором погиб король Лайош II Ягеллон, Иштван, признал нового короля Венгрии Яна I Запольяи (Zápolya) и стал его верным сторонником. В награду король назначил его воеводой Трансильвании (1529).

## Семья и дети
Жена: Каталина Телегди из Телегда (Thelegdy de Telegd) (1492—1549). Имели 8 детей, в том числе:
- Андраш VII (ум. 1563);
- Криштоф I (1530—1581), князь Трансильвании;
- Иштван (1533—1586), впоследствии король Речи Посполитой под именем Стефан Баторий;
- Анна, мать печально известной Эржебет Батори.